# 한훈 (공무원)
한훈(韓焄, 1968년 ~ )은 대한민국의 제8대 농림축산식품부 차관인 공무원이다.

## 학력
- 호남고등학교 졸업
- 서울대학교 경영학 학사
- 서울대학교 행정대학원 행정학 석사
- 워싱턴 대학교 대학원 경제학 박사

## 경력
- 1991.11 제35회 행정고시 합격
- 2007.8~2010.3 美 World Bank 파견
- 2010.3 기획재정부 민간투자정책과 과장
- 2011.1 기획재정부 지식경제예산과 과장
- 2012.2 기획재정부 전략기획과 과장
- 2013.8~2016.8 외교부 주 일본대사관 재정경제관
- 2016.9~2017.6 교육부 기획조정실 정책기획관
- 2017.6~2018.2 일자리위원회 일자리기획단 총괄기획관
- 2018.2~2018.11 기획재정부 혁신성장정책관
- 2018.12~2020.1 기획재정부 정책조정국 국장
- 2020.1~2021.5 기획재정부 경제예산심의관
- 2021.5~2022.5 기획재정부 차관보
- 2022.5~2023.7 통계청장
- 2023~2024.2 유엔 통계위원회 부의장
- 2023.7~2024.7 농림축산식품부 차관
- 2025.3~ 한국평가정보 이사회 의장